# Diplopeltis cirrhatus
Diplopeltis cirrhatus är en rundmaskart som först beskrevs av Eberth 1863.  Diplopeltis cirrhatus ingår i släktet Diplopeltis och familjen Axonolaimidae. Arten är reproducerande i Sverige. Inga underarter finns listade i Catalogue of Life.